# نیلا د سان میگل
نیلا د سان میگل دهستانی در استان آبیلای اسپانیا است.
در این دهستان ۱۱۳ نفر زندگی می‌کنند. مساحت این دهستان ۷٫۷۶ کیلومتر مربع است.